# Kverkhnjúkar
Kverkhnjúkar är en bergskedja i republiken Island. Den ligger i regionen Austurland, 260 km öster om huvudstaden Reykjavík.